# Neda (A Coruña)
Neda ist eine spanische Gemeinde in der Provinz A Coruña der Autonomen Gemeinschaft Galicien. Die Gemeinde hat 4.868 Einwohner (Stand: 2024). Sie befindet sich am Camiño Inglés des Jakobswegs.

## Bevölkerungsentwicklung der Gemeinde
Quelle: INE-Archiv – grafische Aufarbeitung für Wikipedia

## Gemeindegliederung
Die Gemeinde Neda ist in vier Parroquias gegliedert:
| Parroquias          | Patrozinium | Einwohner 2024 | Fläche km² | Dichte Einw./km² | Höhe msnm | Ortskennzahl |
| ------------------- | ----------- | -------------- | ---------- | ---------------- | --------- | ------------ |
| Anca                | San Pedro   | 574            | 6,22       | 92               | 99        | 15055010000  |
| Neda                | San Nicolás | 1.334          | 0,53       | 2.517            | 8         | 15055020000  |
| Santa María de Neda | Santa María | 2.913          | 12,50      | 233              | 13        | 15055030000  |
| Viladonelle         | Santo André | 89             | 4,44       | 20               | 184       | 15055040000  |

## Wirtschaft
| Ackerbau, Viehzucht und Fischerei                                                  | 041   | 02,45  |
| Industrie                                                                          | 0336  | 020,06 |
| Bauwirtschaft                                                                      | 0154  | 09,19  |
| Dienstleistungsbetriebe                                                            | 1.144 | 068,30 |
| Total                                                                              | 1.675 | 100,00 |
| * Daten aus dem Statistischen Amt für Wirtschaftliche Entwicklung in Galicien, IGE |       |        |

Neda ist eine überwiegend ländliche Gemeinde, obwohl wichtige Industrien wie Werften, Gießereien und Werkstätten im nahe gelegenen Ferrol zu finden sind. Ackerbau, Landwirtschaft und Dienstleistungen sind zusammen mit der Brotherstellung die wichtigsten lokalen Einkommensquellen.